# 錦糸町站
錦糸町站（日语：／ Kinshichō eki */?）是位於日本東京都墨田區江東橋，屬於東日本旅客鐵道（JR東日本）和東京地下鐵的鐵路車站。

## 停靠路線
此站為轉乘站，JR東日本各線（後述）與東京地下鐵半藏門線皆在本站停靠。半藏門線車站編號為「Z 13」。
JR東日本錦糸町站的路線屬總武本線，是往東京站方向的本線與往御茶之水站方向支線的分岐站。本站 - 千葉站區間是總武快速線與中央·總武緩行線的複複線區間。依據特定都區市內制度，本站屬「東京都區內」。
- 總武線（快速）：行駛於急行線的總武本線近距離電車。上行列車在東京站直通橫須賀線。 - 車站編號「JO 22」
- 總武線（各站停車）：行駛於緩行線的總武本線近距離電車。本站以西經總武本線支線至御茶之水站直通中央本線[注釋 1]、本站以東行駛總武本線。 - 車站編號「JB 22」

東京地下鐵半藏門線列車與東急電鐵及東武鐵道相互直通運轉。

## 歷史
- 1894年（明治27年）12月9日：總武鐵道之車站開業，該時車站名稱為本所站[4]。
- 1895年（明治28年）：站內開設總武鐵道本所工場及本所機關庫。
- 1907年（明治40年）9月1日：總武鐵道根據鐵道國有法（日语：鉄道国有法）國有化[4]。。
- 1915年（大正4年）
  - 5月1日：改稱錦糸町站[4][注釋 2]。
  - 5月11日：本所工場及本所機關庫更名為錦糸町工場與錦糸町機關庫。
- 1923年（大正12年）9月1日：關東大地震，站體毀損[4]。之後工廠與機關庫移至新小岩。
- 1945年（昭和20年）3月10日：因東京大空襲全毀[4]
- 1961年（昭和36年）11月28日：南口車站大樓TERMINA開幕[宣傳 3]。
- 1967年（昭和42年）10月1日：東京日產化學（日语：日産化学工業）專用線與殼牌石油（日语：昭和シェル石油）專用線廢止。
- 1972年（昭和47年）7月15日：總武快速線東京至錦糸町站通車，成為總武緩行線與總武快速線的轉乘站[4]。
- 1980年（昭和55年）5月30日：北口らがーる（現TERMINA2）開幕[宣傳 3]。
- 1987年4月1日：實行國鐵分割民營化，由JR東日本繼承本站[4]。
- 2001年（平成13年）11月18日：JR東日本IC卡「Suica」啟用[宣傳 4]。
- 2003年（平成15年）
  - 3月19日：營團地下鐵半藏門線車站開業[宣傳 5][5]。營團地下鐵、JR東日本開始轉乘業務。
  - 7月23日：TERMINA西翼開幕[宣傳 3]。
- 2004年（平成16年）4月1日：營團地下鐵民營化、半藏門線由東京地下鐵繼承[宣傳 6]。
- 2007年（平成19年）3月18日：東京地下鐵IC卡「PASMO」啟用[宣傳 7]。
- 2016年（平成28年）2月2日：JR北口的綠色窗口結束營業[6]。
- 2017年（平成29年）4月27日：JR南口的TERMINA1樓重新開幕，車站大樓進行外部整修[7]。
- 2018年（平成30年）9月13日：半藏門線車站導入發車音樂[宣傳 8]。
- 2020年（令和2年）9月30日：VIEW PLAZA結束營業[8][9][宣傳 9]。
- 2021年（令和3年）4月3日：總武線（各站停車）月台啟用月台門[宣傳 10]。

## 車站構造
JR東日本和東京地下鐵兩個站房並不相連，出入口的位置也不相同。半藏門線位於南北方向道路（四目通）地下，而JR總武線是東西向。

### JR東日本
JR東日本站區屬高架車站。月台採島式月台2面4線設計，緩行線和快速線各自使用一座島式月台。本站北側是快速線專用的留置線，部分快速線和特急列車會停泊於那裡。原本快速線月台是3線設計（中間是通過線），但最終沒有實現。而原用作下行線的北側路軌則被納入留置線範圍。
由於本站是緩行線（往御茶之水、中央線方向）和快速線（往東京、橫須賀線方向）的分歧點，因此本站成為兩線之間換乘的主要車站。只是由於路線配置問題，不容許跨月台換乘，需要繞回大堂來往兩線的月台。另外，在龜戶側的月台也設有專用的換乘通道。2000年代，站內開始設置往兩月台的電梯與電扶梯。

#### 月台配置
| 月台 | 路線                 | 方向 | 目的地                       |
| ---- | -------------------- | ---- | ---------------------------- |
| 1    | 總武線（各站停車）   | 西行 | 秋葉原、新宿、中野方向       |
| 2    | 總武線（各站停車）   | 東行 | 新小岩、市川、船橋、千葉方向 |
| 3    | 總武線（特急、快速） | 上行 | 馬喰町、東京、橫濱、鎌倉方向 |
| 4    | 總武線（特急、快速） | 下行 | 船橋、津田沼、千葉方向       |

（來源：JR東日本:車站構內圖 （页面存档备份，存于））
本站西方（兩國側）有緩行線、快速線間的橫度線，可讓新宿方向發出的特急（「梓號列車」千葉站起訖列車與臨時列車「新宿細波」與「新宿若潮」等）與「Home Liner千葉」等從緩行線（御茶之水、中央線方向）轉入快速線（千葉方向），並停靠本站快速線月台。由於轉轍器與配線影響，快速電車進出站時搖晃較大。
本站停靠「成田快線」與「Home Liner千葉」以外的所有營業列車。另外，過去曾經有東京發的「Home Liner千葉」停靠本站。
北側有快速線的留置線，可停靠6列列車。總武快速線與橫須賀線東京站起訖列車若未立刻折返，可以先回送進入留置線，再由總武快速線返回東京站。月台旁兩國站方向有出入本線的構造。
總武快速線依照「通勤五方面作戰」計畫，本站是作為優等列車待避站，上下線皆設有通過線。但由於本站停靠全列車，因此未鋪設通過線，在「成田快線」等通過列車開始營運後也未有鋪設計畫。現在，上行通過線的預定地是作為廣告空間，下行通過線的預定地則做為0號留置線使用。
國鐵時代的鐵道管理局交界（東京→東京南鐵道管理局與千葉鐵道管理局交界）在馬喰町 - 錦糸町間。
2018年10月底更新自動廣播。

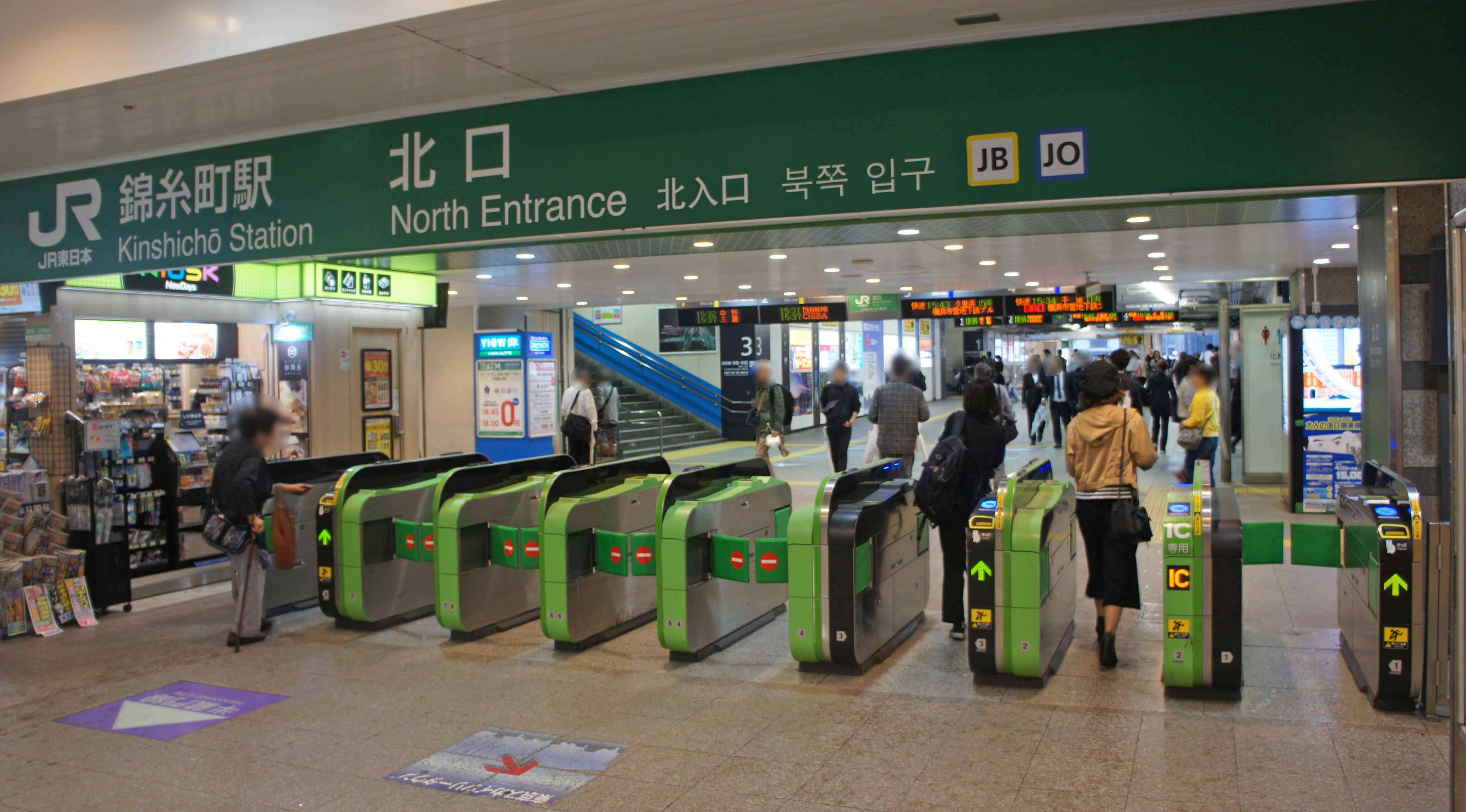
北驗票閘口（2019年6月）
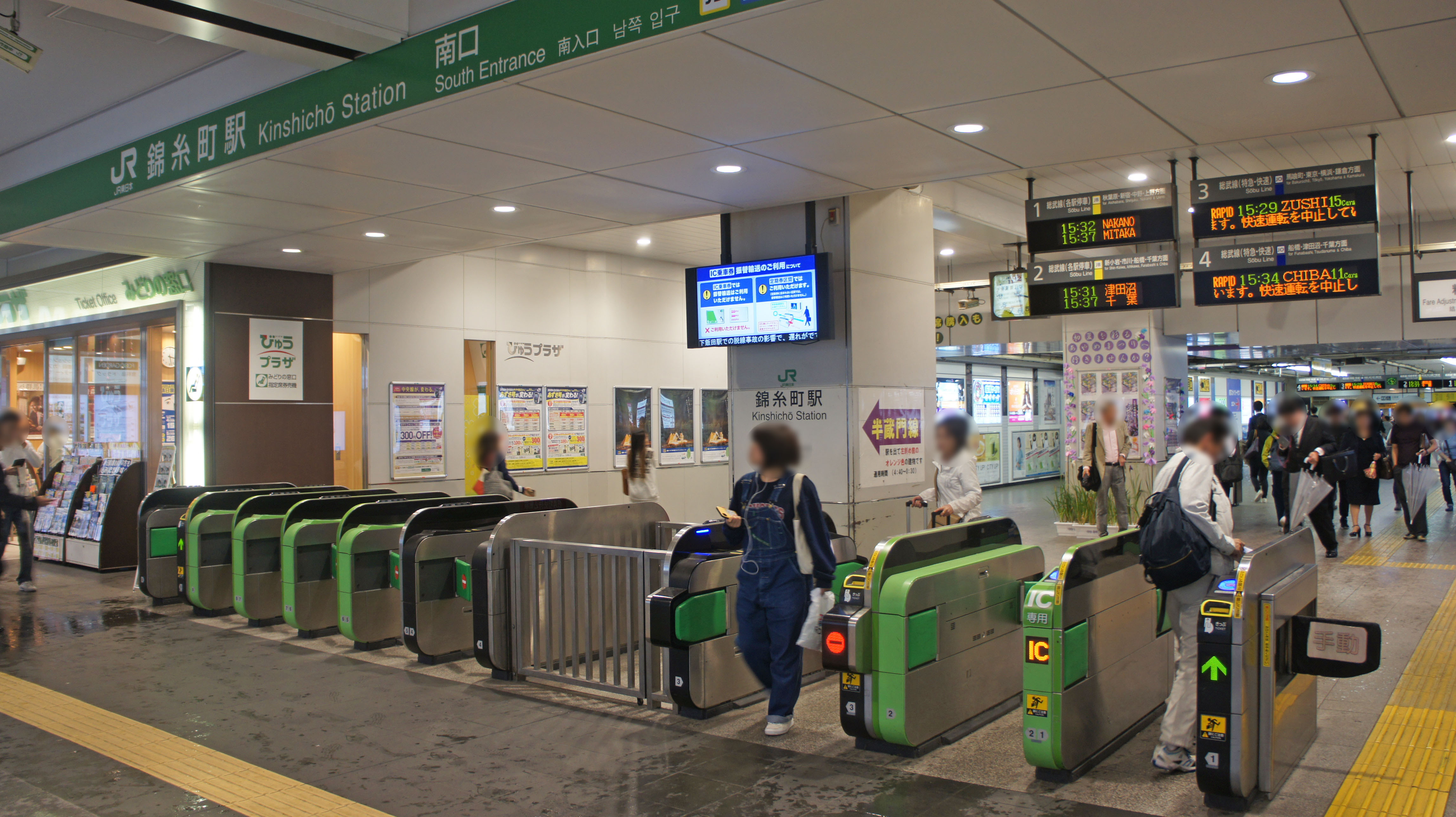
南驗票閘口（2019年6月）
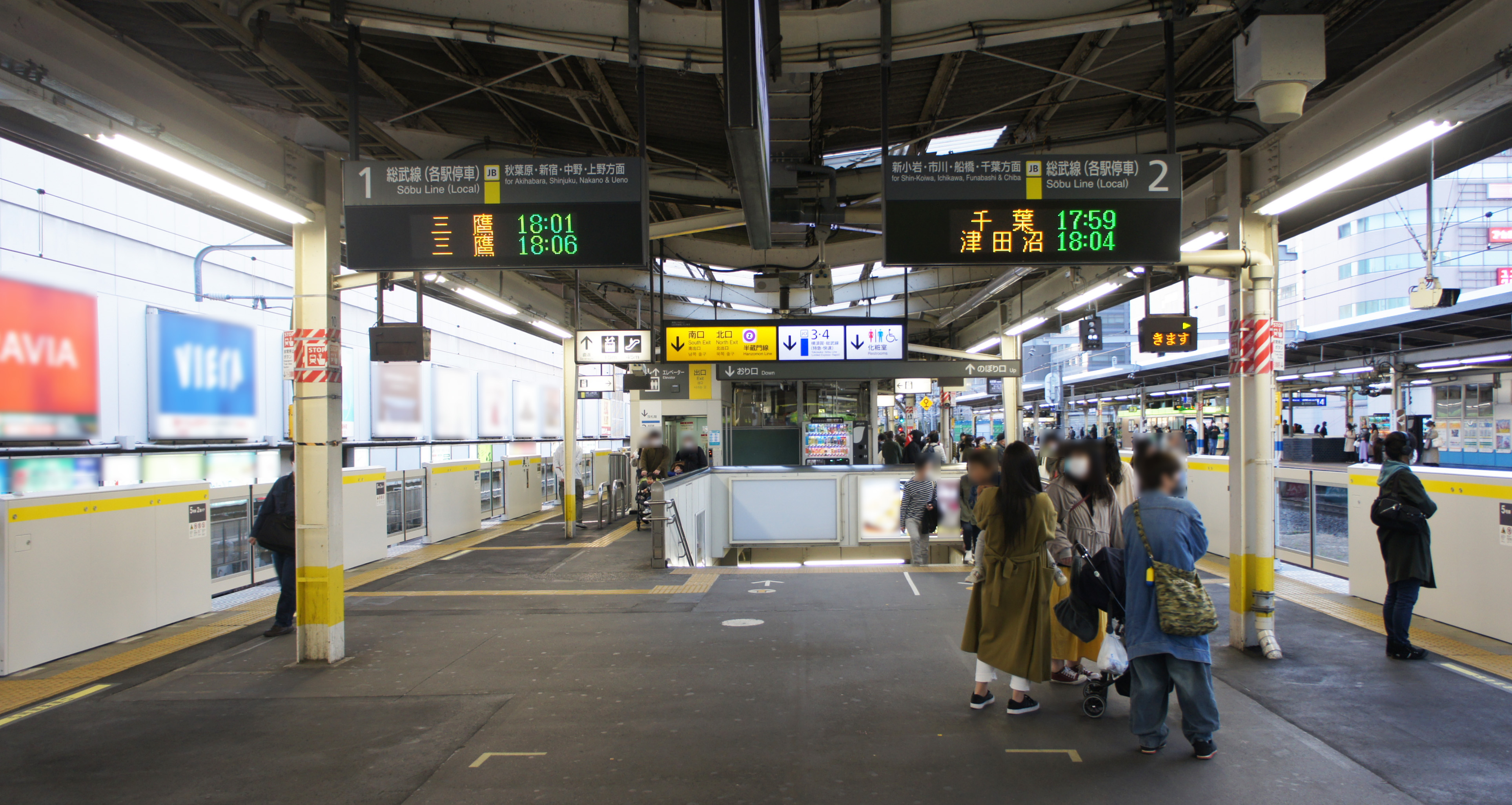
1號與2號月台（2021年4月）
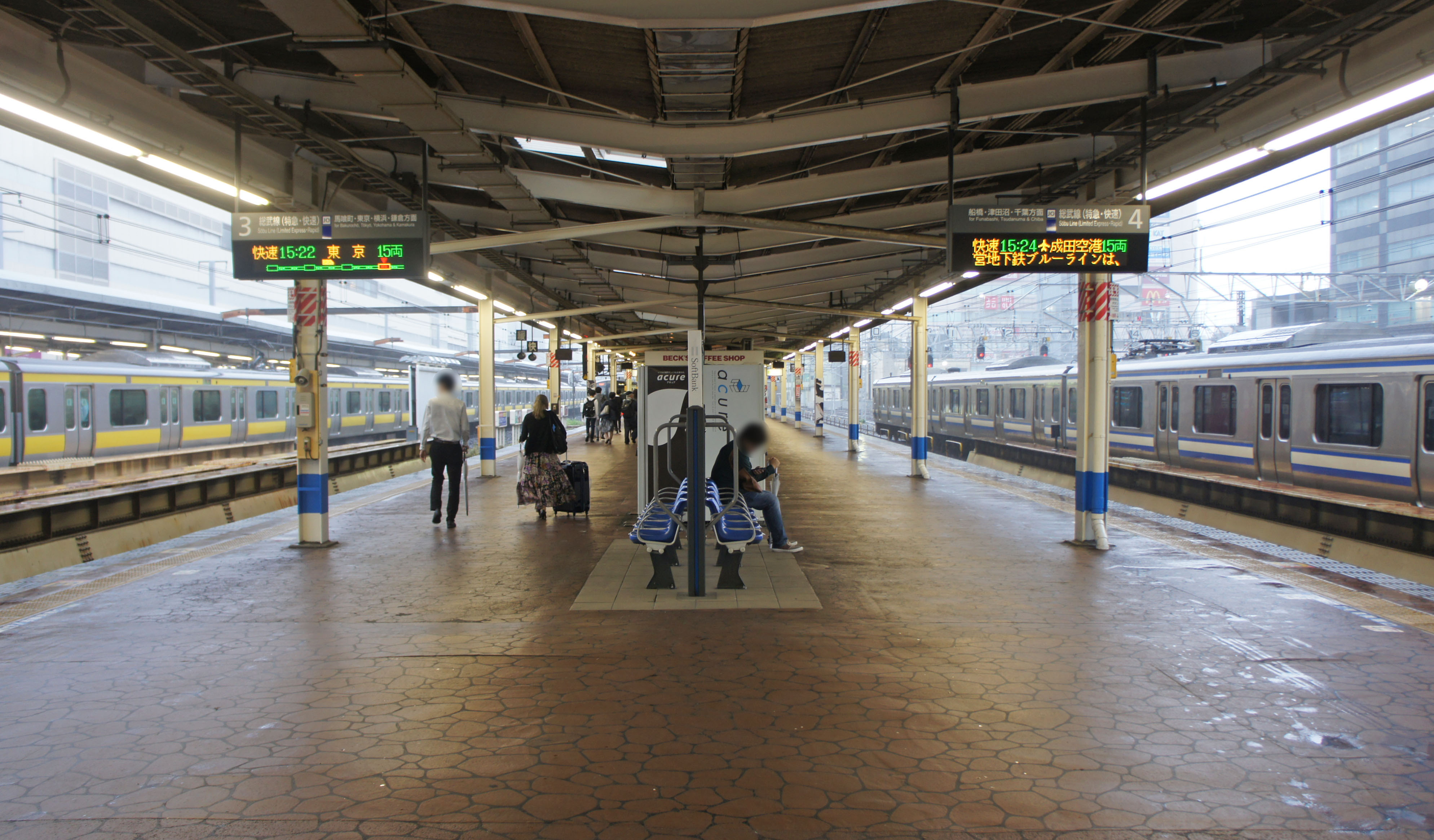
3號與4號月台（2019年6月）
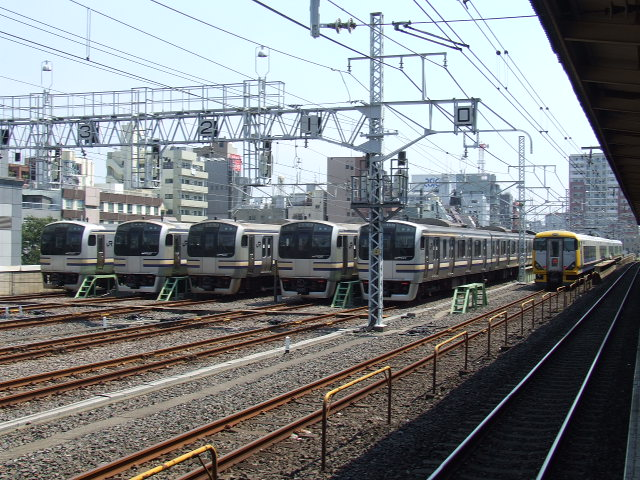
JR車站北側的留置線（2007年8月）

#### 發車音樂
| 1 | JB | JR-SH2-1       |
| 2 | JB | JR-SH2-3       |
| 3 | JO | Water Crown    |
| 4 | JO | Gota del Vient |

### 東京地下鐵
本站為島式月台1面2線之地下車站。。押上側有緊急用剪式橫渡線。剪票口僅有1處。當押上終點的列車或本站終停的2號線列車到達本站，而下一班列車直通東武線時，由於轉乘距離較長，站內會進行廣播提醒乘客注意。

#### 月台配置
| 月台 | 路線     | 目的地                       |
| ---- | -------- | ---------------------------- |
| 1    | 半藏門線 | 大手町、澀谷、中央林間方向   |
| 2    | 半藏門線 | 押上〈晴空塔前〉、北千住方向 |

（來源：東京地下鐵:構內圖 （页面存档备份，存于））
1910年（明治43年）3月26日以前，東武鐵道經由龜戶線、總武線駛入本站。在2003年（平成15年）3月19日開始與半藏門線直通運轉後，是東武鐵道相隔93年以後重新駛入本站。

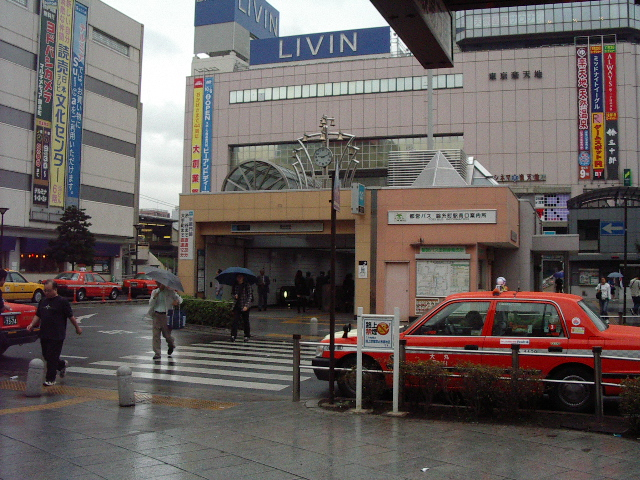
1號出入口（2007年10月）
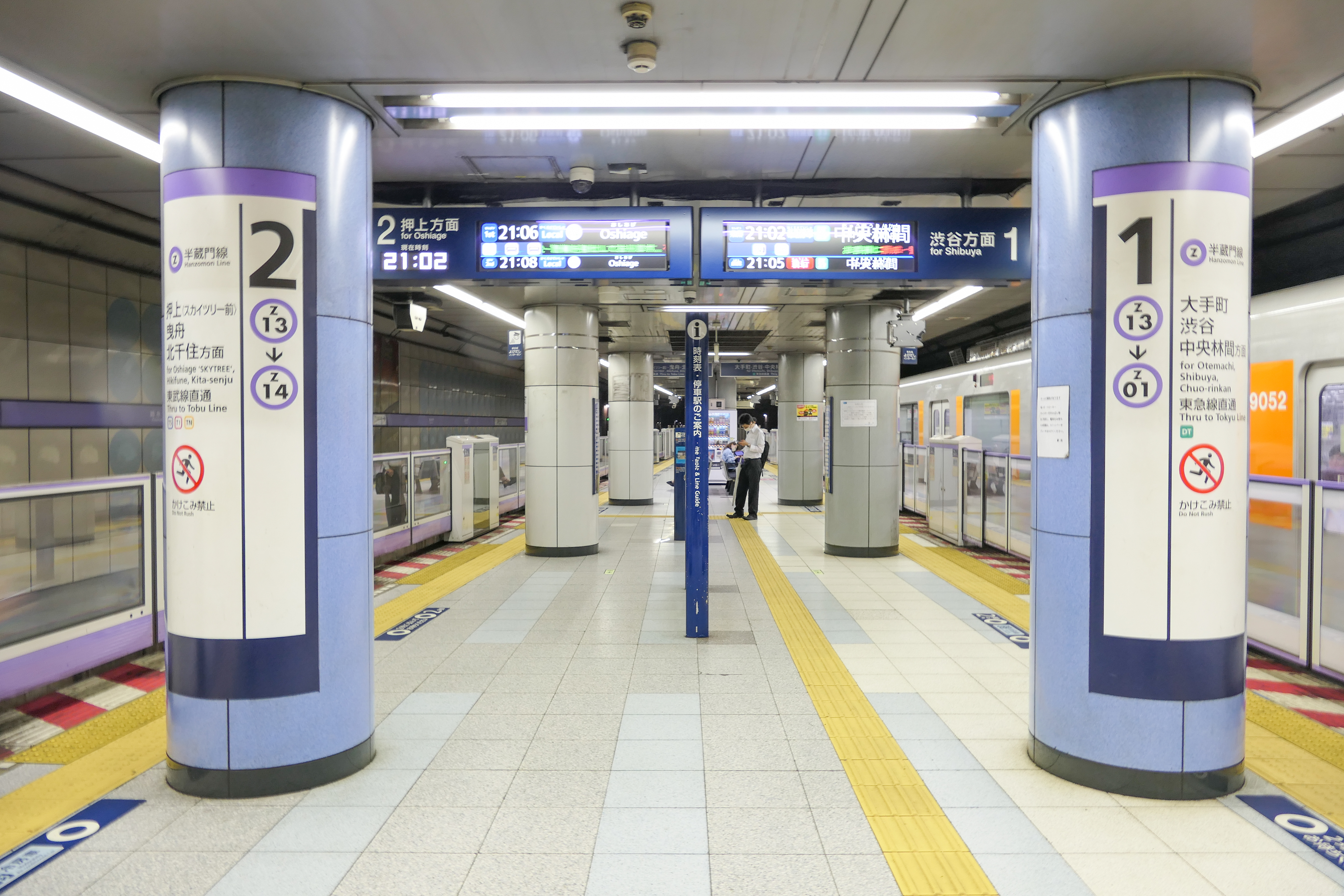
1號與2號月台（2023年6月）

## 利用狀況
- JR東日本 - 2019年度1日平均上車人次為105,681人[利用客数 1]。
該公司車站中名列第36位，在秋葉原站以東的總武線車站中僅次於船橋站、西船橋站。半藏門線開業前維持在80,000人左右，但在半藏門線開業後，加上之後東京晴空塔開幕，運量逐漸上升，2006年度達90,000人，2012年度突破100,000人。
- 東京地下鐵 - 2017年度1日平均上下車人次為105,342人[利用客数 2]。
該公司車站中位居第35位。開業前預估在32,000人左右，但開業以後使用人次快速增加，2008年度超越80,000人。之後緩慢成長，2015年度突破100,000人。

近年1日平均上下車人次變化如下表（JR除外）。
| 年度               | 營團 / 東京地下鐵  | 營團 / 東京地下鐵 |
| 年度               | 1日平均 上下車人次 | 增長率            |
| ------------------ | ------------------ | ----------------- |
| 2002年（平成14年） | 31,426             |                   |
| 2003年（平成15年） | 45,956             | 46.2%             |
| 2004年（平成16年） | 54,420             | 18.4%             |
| 2005年（平成17年） | 59,496             | 9.3%              |
| 2006年（平成18年） | 68,285             | 14.8%             |
| 2007年（平成19年） | 77,389             | 13.3%             |
| 2008年（平成20年） | 81,347             | 5.1%              |
| 2009年（平成21年） | 81,494             | 0.2%              |
| 2010年（平成22年） | 83,324             | 2.2%              |
| 2011年（平成23年） | 82,342             | −1.2%             |
| 2012年（平成24年） | 89,233             | 8.4%              |
| 2013年（平成25年） | 92,658             | 3.8%              |
| 2014年（平成26年） | 95,710             | 3.3%              |
| 2015年（平成27年） | 100,275            | 3.9%              |
| 2016年（平成28年） | 103,851            | 3.6%              |
| 2017年（平成29年） | 105,342            | 1.4%              |
| 2018年（平成30年） | 107,922            | 2.4%              |

### 各年度1日平均上車人次（1890年代－1930年代）
各年度1日平均上車人次推移如下表。
| 年度               | 總武鐵道 / 國鐵 | 來源              |
| ------------------ | --------------- | ----------------- |
| 1894年（明治27年） | [ 備考 1 ]      |                   |
| 1895年（明治28年） | 1,082           | [ 東京府統計 1 ]  |
| 1896年（明治29年） | 1,129           | [ 東京府統計 2 ]  |
| 1897年（明治30年） | 1,570           | [ 東京府統計 3 ]  |
| 1898年（明治31年） | 1,520           | [ 東京府統計 4 ]  |
| 1899年（明治32年） | 1,749           | [ 東京府統計 5 ]  |
| 1900年（明治33年） | 1,895           | [ 東京府統計 6 ]  |
| 1901年（明治34年） | 1,814           | [ 東京府統計 7 ]  |
| 1902年（明治35年） | 1,638           | [ 東京府統計 8 ]  |
| 1903年（明治36年） | 1,527           | [ 東京府統計 9 ]  |
| 1904年（明治37年） | 704             | [ 東京府統計 10 ] |
| 1905年（明治38年） | 377             | [ 東京府統計 11 ] |
| 1907年（明治40年） | 259             | [ 東京府統計 12 ] |
| 1908年（明治41年） | 433             | [ 東京府統計 13 ] |
| 1909年（明治42年） | 412             | [ 東京府統計 14 ] |
| 1911年（明治44年） | 408             | [ 東京府統計 15 ] |
| 1912年（大正元年） | 550             | [ 東京府統計 16 ] |
| 1913年（大正02年） | 653             | [ 東京府統計 17 ] |
| 1914年（大正03年） | 736             | [ 東京府統計 18 ] |
| 1915年（大正04年） | 690             | [ 東京府統計 19 ] |
| 1916年（大正05年） | 717             | [ 東京府統計 20 ] |
| 1919年（大正08年） | 889             | [ 東京府統計 21 ] |
| 1920年（大正09年） | 949             | [ 東京府統計 22 ] |
| 1922年（大正11年） | 1,189           | [ 東京府統計 23 ] |
| 1923年（大正12年） | 1,780           | [ 東京府統計 24 ] |
| 1924年（大正13年） | 2,138           | [ 東京府統計 25 ] |
| 1925年（大正14年） | 2,503           | [ 東京府統計 26 ] |
| 1926年（昭和元年） | 3,061           | [ 東京府統計 27 ] |
| 1927年（昭和02年） | 3,679           | [ 東京府統計 28 ] |
| 1928年（昭和03年） | 5,258           | [ 東京府統計 29 ] |
| 1929年（昭和04年） | 5,467           | [ 東京府統計 30 ] |
| 1930年（昭和05年） | 4,530           | [ 東京府統計 31 ] |
| 1931年（昭和06年） | 4,045           | [ 東京府統計 32 ] |
| 1932年（昭和07年） | 4,436           | [ 東京府統計 33 ] |
| 1933年（昭和08年） | 6,724           | [ 東京府統計 34 ] |
| 1934年（昭和09年） | 8,086           | [ 東京府統計 35 ] |
| 1935年（昭和10年） | 9,177           | [ 東京府統計 36 ] |

### 各年度1日平均上車人次（1953年－2000年）
| 年度               | 國鐵 / JR東日本 | 來源              |
| ------------------ | --------------- | ----------------- |
| 1953年（昭和28年） | 33,541          | [ 東京都統計 1 ]  |
| 1954年（昭和29年） | 35,947          | [ 東京都統計 2 ]  |
| 1955年（昭和30年） | 37,625          | [ 東京都統計 3 ]  |
| 1956年（昭和31年） | 42,561          | [ 東京都統計 4 ]  |
| 1957年（昭和32年） | 46,397          | [ 東京都統計 5 ]  |
| 1958年（昭和33年） | 48,971          | [ 東京都統計 6 ]  |
| 1959年（昭和34年） | 53,738          | [ 東京都統計 7 ]  |
| 1960年（昭和35年） | 58,970          | [ 東京都統計 8 ]  |
| 1961年（昭和36年） | 60,336          | [ 東京都統計 9 ]  |
| 1962年（昭和37年） | 68,863          | [ 東京都統計 10 ] |
| 1963年（昭和38年） | 72,479          | [ 東京都統計 11 ] |
| 1964年（昭和39年） | 77,647          | [ 東京都統計 12 ] |
| 1965年（昭和40年） | 80,518          | [ 東京都統計 13 ] |
| 1966年（昭和41年） | 82,665          | [ 東京都統計 14 ] |
| 1967年（昭和42年） | 84,254          | [ 東京都統計 15 ] |
| 1968年（昭和43年） | 83,994          | [ 東京都統計 16 ] |
| 1969年（昭和44年） | 65,150          | [ 東京都統計 17 ] |
| 1970年（昭和45年） | 61,079          | [ 東京都統計 18 ] |
| 1971年（昭和46年） | 58,915          | [ 東京都統計 19 ] |
| 1972年（昭和47年） | 63,211          | [ 東京都統計 20 ] |
| 1973年（昭和48年） | 65,074          | [ 東京都統計 21 ] |
| 1974年（昭和49年） | 65,948          | [ 東京都統計 22 ] |
| 1975年（昭和50年） | 64,609          | [ 東京都統計 23 ] |
| 1976年（昭和51年） | 64,318          | [ 東京都統計 24 ] |
| 1977年（昭和52年） | 63,359          | [ 東京都統計 25 ] |
| 1978年（昭和53年） | 61,770          | [ 東京都統計 26 ] |
| 1979年（昭和54年） | 60,355          | [ 東京都統計 27 ] |
| 1980年（昭和55年） | 57,775          | [ 東京都統計 28 ] |
| 1981年（昭和56年） | 56,918          | [ 東京都統計 29 ] |
| 1982年（昭和57年） | 56,342          | [ 東京都統計 30 ] |
| 1983年（昭和58年） | 58,202          | [ 東京都統計 31 ] |
| 1984年（昭和59年） | 59,789          | [ 東京都統計 32 ] |
| 1985年（昭和60年） | 60,616          | [ 東京都統計 33 ] |
| 1986年（昭和61年） | 64,107          | [ 東京都統計 34 ] |
| 1987年（昭和62年） | 66,331          | [ 東京都統計 35 ] |
| 1988年（昭和63年） | 69,230          | [ 東京都統計 36 ] |
| 1989年（平成元年） | 70,025          | [ 東京都統計 37 ] |
| 1990年（平成02年） | 73,836          | [ 東京都統計 38 ] |
| 1991年（平成03年） | 76,697          | [ 東京都統計 39 ] |
| 1992年（平成04年） | 78,912          | [ 東京都統計 40 ] |
| 1993年（平成05年） | 80,740          | [ 東京都統計 41 ] |
| 1994年（平成06年） | 80,989          | [ 東京都統計 42 ] |
| 1995年（平成07年） | 80,377          | [ 東京都統計 43 ] |
| 1996年（平成08年） | 78,904          | [ 東京都統計 44 ] |
| 1997年（平成09年） | 81,021          | [ 東京都統計 45 ] |
| 1998年（平成10年） | 83,603          | [ 東京都統計 46 ] |
| 1999年（平成11年） | 83,336          | [ 東京都統計 47 ] |
| 2000年（平成12年） | 85,652          | [ 東京都統計 48 ] |

### 各年度1日平均上車人次（2001年以後）
近年1日平均上車人次推移如下表。
| 年度               | JR東日本 | 營團 / 東京地下鐵 | 來源              |
| ------------------ | -------- | ----------------- | ----------------- |
| 2001年（平成13年） | 84,485   | 未開業            | [ 東京都統計 49 ] |
| 2002年（平成14年） | 87,059   | 20,308            | [ 東京都統計 50 ] |
| 2003年（平成15年） | 88,934   | 22,902            | [ 東京都統計 51 ] |
| 2004年（平成16年） | 89,283   | 27,277            | [ 東京都統計 52 ] |
| 2005年（平成17年） | 89,700   | 29,622            | [ 東京都統計 53 ] |
| 2006年（平成18年） | 95,118   | 34,386            | [ 東京都統計 54 ] |
| 2007年（平成19年） | 98,872   | 38,653            | [ 東京都統計 55 ] |
| 2008年（平成20年） | 99,890   | 40,249            | [ 東京都統計 56 ] |
| 2009年（平成21年） | 98,986   | 40,485            | [ 東京都統計 57 ] |
| 2010年（平成22年） | 99,032   | 41,411            | [ 東京都統計 58 ] |
| 2011年（平成23年） | 99,167   | 40,880            | [ 東京都統計 59 ] |
| 2012年（平成24年） | 101,250  | 44,101            | [ 東京都統計 60 ] |
| 2013年（平成25年） | 103,522  | 45,873            | [ 東京都統計 61 ] |
| 2014年（平成26年） | 103,548  | 47,183            | [ 東京都統計 62 ] |
| 2015年（平成27年） | 105,191  | 49,295            | [ 東京都統計 63 ] |
| 2016年（平成28年） | 106,222  | 51,049            | [ 東京都統計 64 ] |
| 2017年（平成29年） | 106,164  | 51,778            | [ 東京都統計 65 ] |
| 2018年（平成30年） | 105,669  | 52,986            | [ 東京都統計 66 ] |
| 2019年（令和元年） | 105,681  |                   |                   |

備註
1. ↑  1894年12月9日開業。
2. ↑  2003年3月19日開業。開業日起至同年3月31日合計13日間資料。

## 車站周邊
本站周邊是東京都副都心之一（錦糸町、龜戶副都心）。
北口與南口皆有地下自行車停車場。根據2013年度的東京都調査，自行車停放數輛是東京都內車站最高。

### 北口
北口在過去有許多國鐵用地，之後陸續開發為商業設施。
- ARCA TOWERS（アルカタワーズ）
  - ARCA EAST
    - 錦糸町站前郵便局

  - ARCA CENTRAL
  - ARCA WEST（AIG TOWER）
  - 墨田Triphony Hall（日语：すみだトリフォニーホール）
  - 東京黎凡特東武酒店（日语：東武ホテルレバント東京）
  - ARCAKIT錦糸町（日语：アルカキット錦糸町）
- TERMINA2
- 錦糸町樂天都市酒店（日语：ロッテシティホテル錦糸町）
- OLINAS（日语：オリナス）錦糸町
  - TOHO CINEMAS（日语：TOHOシネマズ）錦糸町
  - FOOD SQUARE KASUMI（日语：カスミ）
- 墨田太平町郵便局
- 本所郵便局（日语：本所郵便局）

### 南口
南口是東京東側的歡樂街。
- 車站大樓TERMINA （页面存档备份，存于）
  - 明治時期，伊藤左千夫建造牛舍進行牛乳製造、販售，並創立短歌雜誌《馬醉木（日语：馬酔木 (短歌雑誌)）》』。TERMINA前有歌碑紀念。
  - 友都八喜多媒體錦糸町
- 丸井錦糸町店、墨田產業會館
  - 以前是都電錦糸堀車庫。
- 東京樂天地（日语：東京楽天地）
  - 樂天地影城錦糸町
  - LIVIN（日语：リヴィン）錦糸町店
- JRA WINS錦糸町（日语：ウインズ錦糸町）東館、西館
- 東京交通錦糸町大樓
  - 瑞穗銀行
- 墨田江東橋郵便局

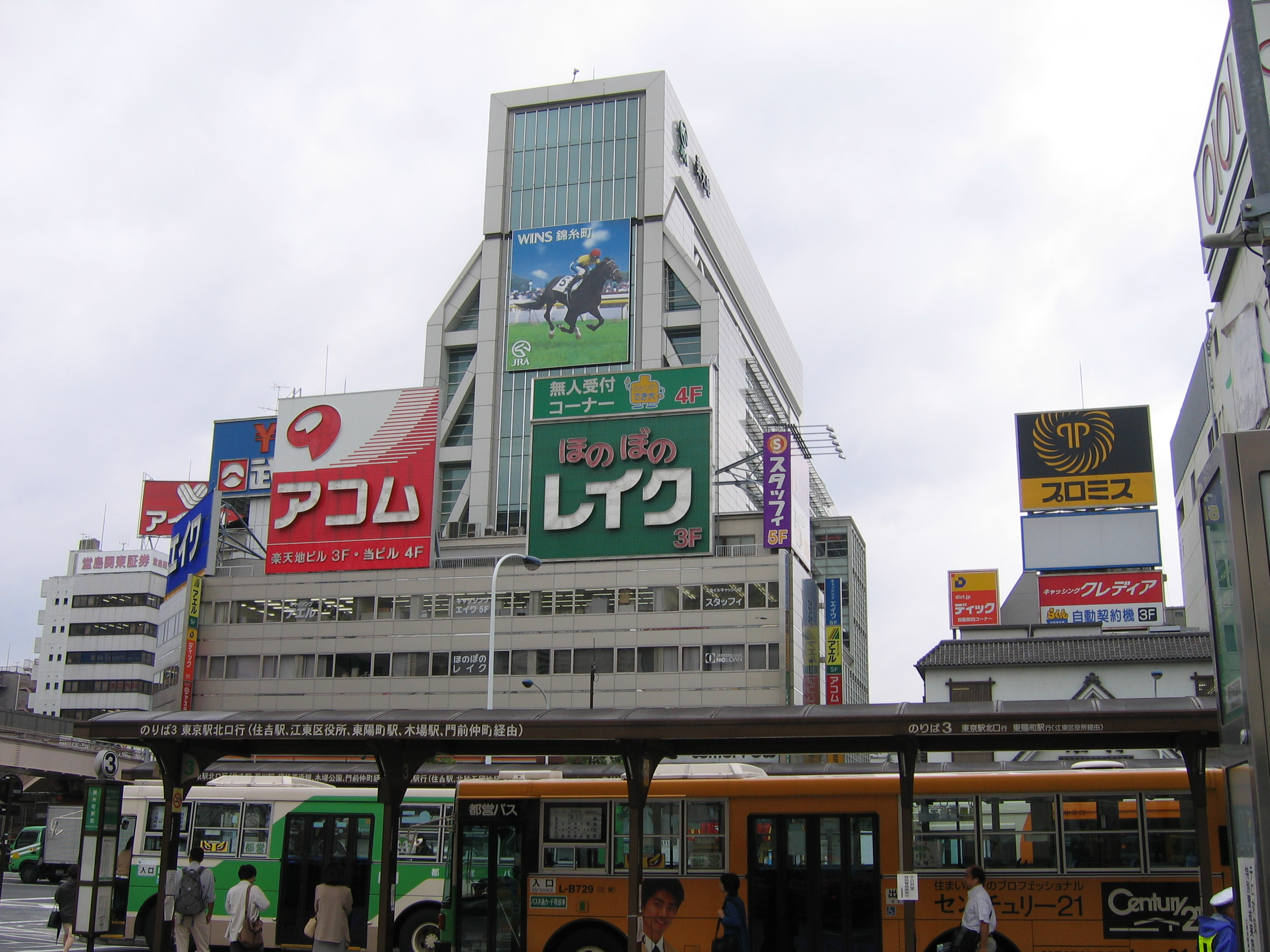
JR南口剪票口附近遠眺（2006年9月26日）
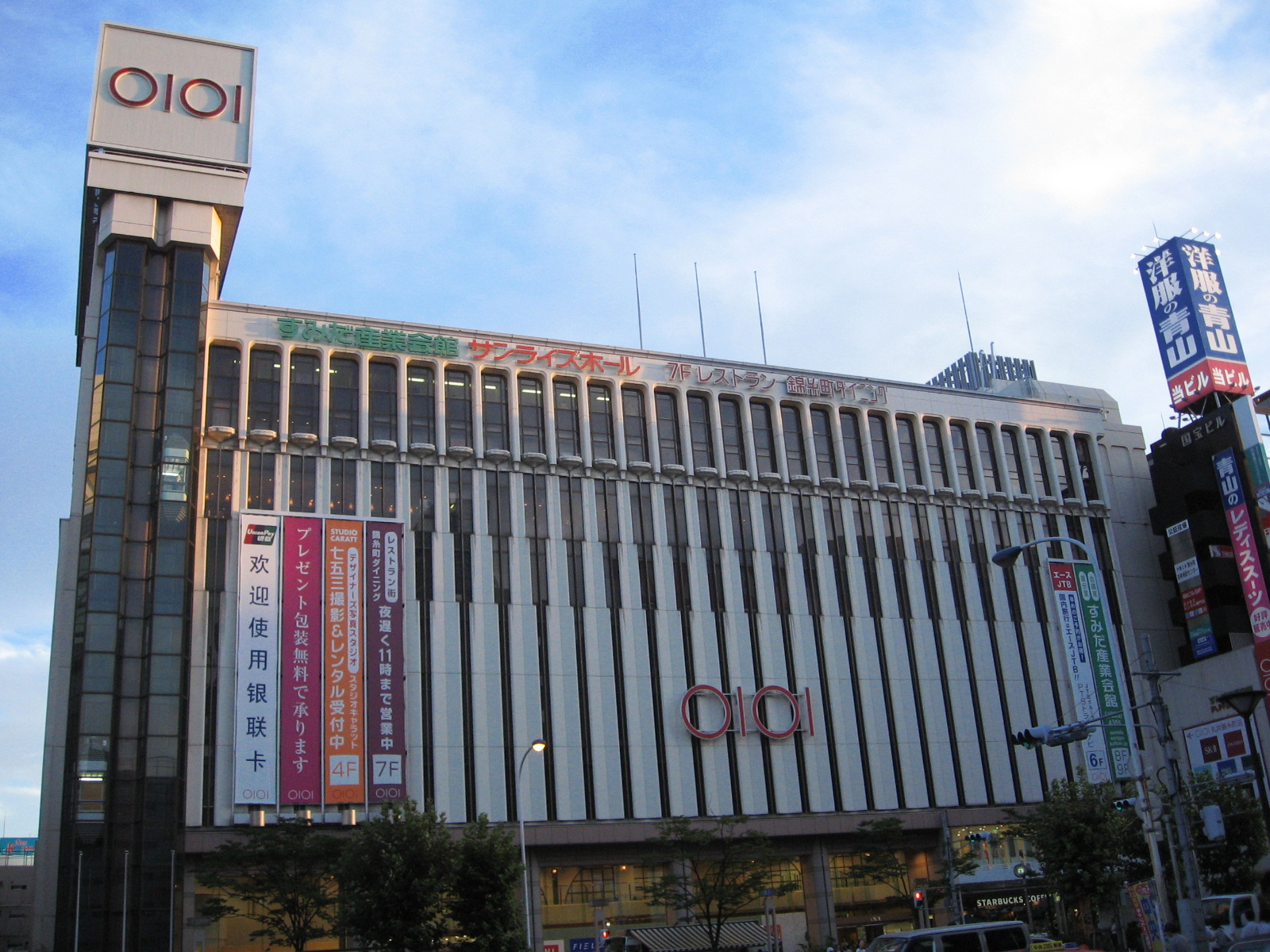
丸井錦糸町店
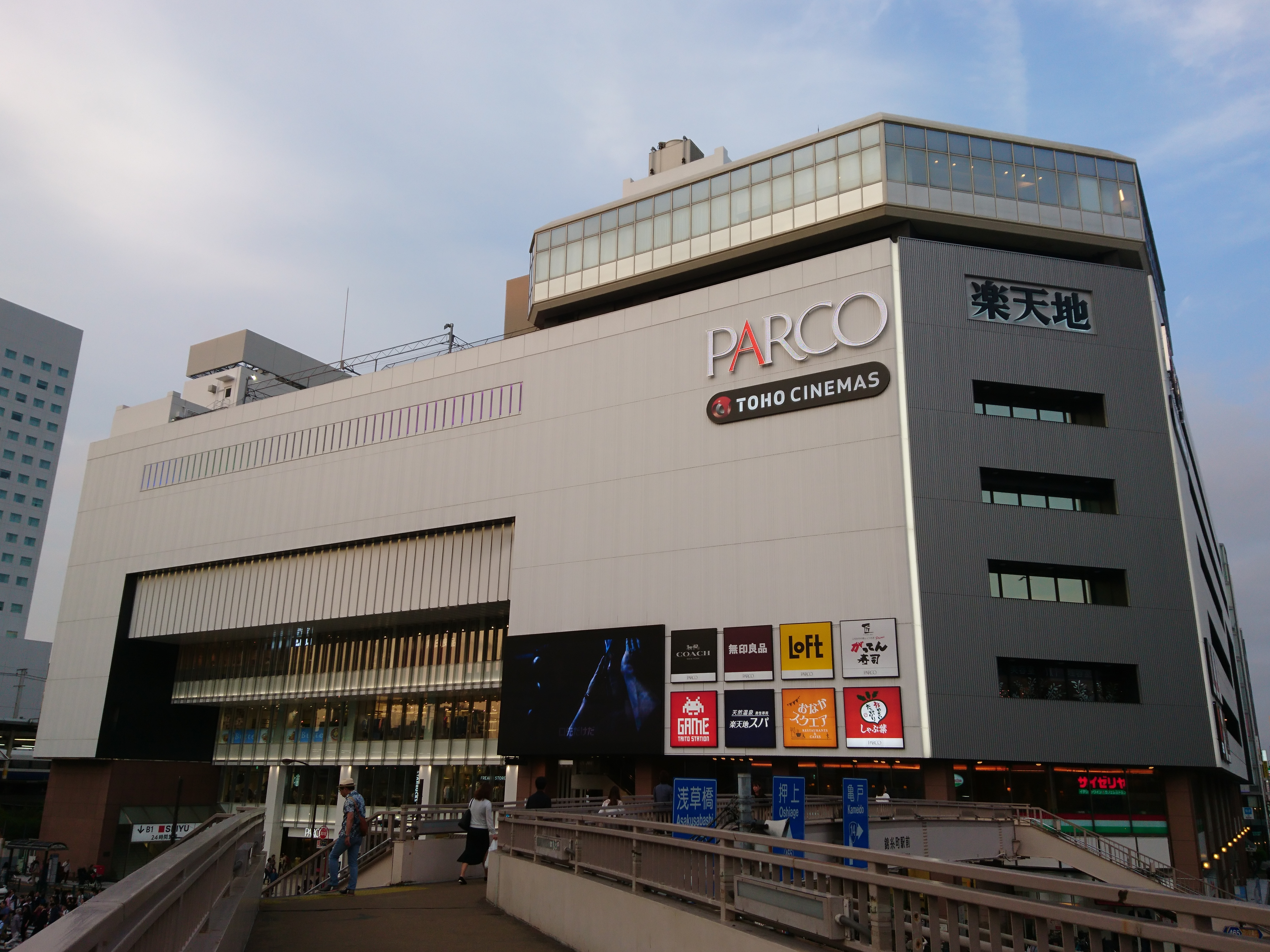
東京樂天地（2019年6月）

### 公共設施
- 錦糸公園（日语：錦糸公園）
  - 墨田區綜合體育館（日语：墨田区総合体育館）
- 墨田公共職業安定所（日语：公共職業安定所）（HelloWork）
- 東京都立墨東醫院（日语：東京都立墨東病院）
- 東京簡易裁判所墨田廳舍（東京區檢察廳（日语：東京区検察庁）道路交通部墨田分室、警視廳交通執行課墨田分室）
- 東京都交通局江東自動車營業所（日语：都営バス江東営業所）
- 東京都墨田兒童相談所
- 墨田區江東橋兒童館
- 墨田回收中心

### 學校
- 學校法人立志舍（日语：学校法人立志舎）
  - 東京IT會計專門學校（日语：東京IT会計専門学校）
  - 立志舍高等學校（日语：立志舎高等学校）
- 東京都立兩國高等學校、附屬中學校（日语：東京都立両国高等学校・附属中学校）

### 道路
- 國道14號（京葉道路）
- 四目通（東京都道465號深川吾嬬町線（日语：東京都道465号深川吾嬬町線））

## 巴士路線
最近的巴士站是本站北口圓環、南口圓環、京葉道路與四目通上的錦糸町站前。以下路線由東京都交通局（都營）、東京空港交通與京成巴士與東武巴士中央與京濱急行巴士運行。 2012年3月起墨田區內循環巴士「墨田區百景 墨丸君、小墨鈴」開始運行。

錦糸町站公車站概要圖

### 南口
| 乘車處        | 系統           | 主要行經地                           | 目的地                             | 運行業者    | 管轄              | 備註                                       |
| ------------- | -------------- | ------------------------------------ | ---------------------------------- | ----------- | ----------------- | ------------------------------------------ |
| 1號           | 錦13           | 東陽三丁目、枝川、豐洲站             | 晴海埠頭 IHI前 豐洲站              | ■都營       | 深川              |                                            |
| 1號           | 錦13           | 東陽三丁目、辰巳站                   | 深川車庫                           | ■都營       | 深川              |                                            |
| 1號           | 錦18           | 西大島站、日曹橋                     | 新木場站                           | ■都營       | 江東              | 僅平日運行                                 |
| 1號           | 急行05         | 西大島站、日曹橋、新木場站           | 日本科學未來館 東京Big Sight東棟前 | ■都營       | 江東              | 僅周六、假日                               |
| 2號           | 都07           | 西大島站、境川、東陽町站、木場站     | 門前仲町 東陽町站                  | ■都營       | 江東              |                                            |
| 2號           | 両28           | 西大島站、境川、舊葛西橋             | 第六葛西小學校                     | ■都營       | 臨海              | 僅23:09一班                                |
| 3號           | 東22           | 千田、東陽町站、門前仲町、日本橋     | 東京站丸之內北口 東陽町站          | ■都營       | 江東              |                                            |
| 4號           | 錦28           | 西大島站、北砂五丁目團地             | 東大島站                           | ■都營       | 江戶川            |                                            |
| 5號           | 錦25           | 京葉交差點、船堀站、三角             | 葛西站 船堀站                      | ■都營       | 江戶川            |                                            |
| 5號           | FL01           | 東大島站入口、船堀站、三角           | 葛西站                             | ■都營       | 江戶川            | 僅周六、假日                               |
| 6號           | 錦27           | 京葉交差點、二枚橋                   | 小岩站                             | ■都營       | 江戶川            |                                            |
| 7號           | 兩28           | 西大島站、境川                       | 東砂六丁目                         | ■都營       | 臨海              |                                            |
| 7號           | 兩28           | 西大島站、境川、東砂六丁目、西葛西站 | 臨海車庫                           | ■都營       | 臨海              | 班次少                                     |
| 7號           | 錦11           | 龜戶一丁目                           | 龜戶站                             | ■都營       | 臨海              |                                            |
| 8號           | 錦27           | 綠一丁目                             | 兩國站                             | ■都營       | 江戶川            | 平日在丸井前發車，周六假日在瑞穗銀行前發車 |
| 8號           | 兩28           | 綠一丁目                             | 兩國站                             | ■都營       | 臨海              | 平日在丸井前發車，周六假日在瑞穗銀行前發車 |
| 10號          | 錦11           | 森下站、茅場町                       | 築地站                             | ■都營       | 臨海              |                                            |
| 10號          | 東20           | 菊川站、東京都現代美術館、門前仲町   | 東京站丸之內北口 門前仲町          | ■都營       | 臨海              |                                            |
| 10號          | 錦22           | 東陽町站、南砂町站入口、西葛西站南   | 臨海車庫                           | ■都營       | 臨海              |                                            |
| 四目通 JR橋下 | 晴空塔穿梭巴士 | （直達）                             | 羽田機場                           | ■東武 ■京急 | 足立 京濱島       | 東京晴空塔城方向僅能下車                   |
| 四目通 JR橋下 | 晴空塔穿梭巴士 | 東京東方21世紀酒店、東京電訊站       | 大江戶溫泉物語                     | ■東武 ■京急 | 足立、新座 京濱島 | 東京晴空塔城方向僅能下車                   |
| 四目通 JR橋下 | 晴空塔穿梭巴士 | 葛西站                               | 東京迪士尼樂園                     | ■東武 ■京成 | 足立 奧戶         | 東京晴空塔城方向僅能下車                   |

### 北口
| 乘車處   | 系統                                         | 主要行經地                                           | 目的地                     | 運行業者        | 管轄   | 備註 |
| -------- | -------------------------------------------- | ---------------------------------------------------- | -------------------------- | --------------- | ------ | ---- |
| 1號      | 都02                                         | 石原三丁目、上野廣小路、春日站                       | 大塚站 窪町小學校          | ■都營           | 巢鴨   |      |
| 2號      | 都08                                         | 押上、奧淺草、下谷警察署                             | 日暮里站 東武淺草站        | ■都營           | 南千住 |      |
| 2號      | 押上、淺草雷門、上野公園山下、須田町、神田站 | 上野松坂屋前 東京站丸之內北口                        | 僅周六日有少量往東京站班次 | ■都營           | 南千住 |      |
| 3號      | 錦37                                         | 押上站、中居堀、八廣                                 | 新四木橋                   | ■都營           | 青戶   |      |
| 3號      | 錦37                                         | 押上站、中居堀、八廣、葛飾警察署                     | 青戶車庫                   | ■都營           | 青戶   |      |
| 3號      | 錦40                                         | 東京晴空塔站、墨田區曳舟文化中心、白髭橋、南千住汐入 | 南千住站東口               | ■都營           | 南千住 |      |
| 北齋通前 | 墨田區循環巴士（南線）                       | 都營兩國站、押上站                                   | 押上站（循環）             | ■墨田區（京成） | 奧戶   |      |

### 東京黎凡特東武酒店
- 利木津巴士 往成田機場、往羽田機場（東京空港交通）
- 晴空塔穿梭巴士東京站線 往東京晴空塔城，經兩國、江戶東京博物往東京站日本橋口（東武巴士中央、JR巴士關東）

## 相鄰車站
東日本旅客鐵道
- 特急「潮騷」「梓」「富士回遊」停車站

 總武線（快速）
■通勤快速
馬喰町（JO 21）－錦糸町（JO 22）－船橋（JO 25）
■快速
馬喰町（JO 21）－錦糸町（JO 22）－新小岩（JO 23）
 總武線（各站停車）
兩國（JB 21）－錦糸町（JB 22）－龜戶（JB 23）
 東京地下鐵
 半藏門線
住吉（Z 12）－錦糸町（Z 13）－押上〈晴空塔前〉（Z 14）

### 來源

##### 廣報資料、新聞稿等一次資料
1. 1 2  東京メトロ｜電車・駅のご利用案内｜錦糸町駅 （页面存档备份，存于）より
2. ↑  JR東日本：きっぷに関するご案内 （页面存档备份，存于）より
3. 1 2 3  会社概要|TERMINA （页面存档备份，存于）、株式会社テルミナ会社概要より、2013年1月2日閲覧
4. ↑  Suicaご利用可能エリアマップ(2001年11月18日当初)
5. 1 2   (新闻稿). 営団地下鉄. 2002-08-29  [2020-05-02]. （原始内容存档于2004-02-04） （日语）.
6. ↑   (新闻稿). 営団地下鉄. 2004-01-27  [2020-03-25]. （原始内容存档于2006-07-08） （日语）.
7. ↑   (PDF) (新闻稿). PASMO協議会／パスモ. 2006-12-21  [2020-05-05]. （原始内容 (PDF)存档于2020-05-01） （日语）.
8. ↑   (PDF) (新闻稿). 東京地下鉄. 2018-09-06  [2020-03-20]. （原始内容 (PDF)存档于2018-09-13） （日语）.
9. ↑   (PDF) (新闻稿). びゅうトラベルサービス. 2020-07-03  [2020-07-23]. （原始内容 (PDF)存档于2020-07-23）.
10. ↑   (PDF) (新闻稿). 東日本旅客鉄道. 2021-04-06  [2021-04-06]. （原始内容 (PDF)存档于2021-04-06） （日语）.
11. ↑  らくらくおでかけネット 錦糸町駅の案内図 （页面存档备份，存于）より
12. ↑  東京メトロ駅周辺案内地図 （页面存档备份，存于）、錦糸町駅より
13. 1 2  .   [2017-05-05]. （原始内容存档于2010-09-29）.
14. ↑  錦糸町駅｜東京都交通局 （页面存档备份，存于）、東京都交通局による錦糸町駅バス乗り場案内、2011年2月19日閲覧

#### 利用狀況來源
JR、地下鐵1日平均使用人數
1. ↑  各駅の乗車人員 （页面存档备份，存于） - JR東日本
2. ↑  各駅の乗降人員ランキング （页面存档备份，存于） - 東京メトロ

JR東日本1999年度以後上車人次
1. ↑  各駅の乗車人員（1999年度） （页面存档备份，存于） - JR東日本
2. ↑  各駅の乗車人員（2000年度） （页面存档备份，存于） - JR東日本
3. ↑  各駅の乗車人員（2001年度） （页面存档备份，存于） - JR東日本
4. ↑  各駅の乗車人員（2002年度） （页面存档备份，存于） - JR東日本
5. ↑  各駅の乗車人員（2003年度） （页面存档备份，存于） - JR東日本
6. ↑  各駅の乗車人員（2004年度） （页面存档备份，存于） - JR東日本
7. ↑  各駅の乗車人員（2005年度） （页面存档备份，存于） - JR東日本
8. ↑  各駅の乗車人員（2006年度） （页面存档备份，存于） - JR東日本
9. ↑  各駅の乗車人員（2007年度） （页面存档备份，存于） - JR東日本
10. ↑  各駅の乗車人員（2008年度） （页面存档备份，存于） - JR東日本
11. ↑  各駅の乗車人員（2009年度） （页面存档备份，存于） - JR東日本
12. ↑  各駅の乗車人員（2010年度） （页面存档备份，存于） - JR東日本
13. ↑  各駅の乗車人員（2011年度） （页面存档备份，存于） - JR東日本
14. ↑  各駅の乗車人員（2012年度） （页面存档备份，存于） - JR東日本
15. ↑  各駅の乗車人員（2013年度） （页面存档备份，存于） - JR東日本
16. ↑  各駅の乗車人員（2014年度） （页面存档备份，存于） - JR東日本
17. ↑  各駅の乗車人員（2015年度） （页面存档备份，存于） - JR東日本
18. ↑  各駅の乗車人員（2016年度） （页面存档备份，存于） - JR東日本
19. ↑  各駅の乗車人員（2017年度） （页面存档备份，存于） - JR東日本
20. ↑  各駅の乗車人員（2018年度） （页面存档备份，存于） - JR東日本
21. ↑  各駅の乗車人員（2019年度） （页面存档备份，存于） - JR東日本

JR、地下鐵統計資料
1. ↑  各種報告書 （页面存档备份，存于） - 関東交通広告協議会
2. 1 2  行政基礎資料集 （页面存档备份，存于） - 墨田区

東京府統計書
1. ↑  .   [2019-01-11]. （原始内容存档于2019-07-01）.
2. ↑  .   [2019-01-11]. （原始内容存档于2019-07-01）.
3. ↑  .   [2019-01-11]. （原始内容存档于2019-07-01）.
4. ↑  .   [2019-01-11]. （原始内容存档于2019-07-01）.
5. ↑  .   [2019-01-11]. （原始内容存档于2019-07-01）.
6. ↑  .   [2019-01-11]. （原始内容存档于2019-07-01）.
7. ↑  .   [2019-01-11]. （原始内容存档于2019-07-01）.
8. ↑  .   [2019-01-11]. （原始内容存档于2019-07-01）.
9. ↑  .   [2019-01-11]. （原始内容存档于2019-07-01）.
10. ↑  .   [2019-01-11]. （原始内容存档于2019-02-21）.
11. ↑  .   [2019-01-11]. （原始内容存档于2019-02-21）.
12. ↑  .   [2019-01-11]. （原始内容存档于2019-07-01）.
13. ↑  .   [2019-01-11]. （原始内容存档于2019-02-21）.
14. ↑  .   [2019-01-11]. （原始内容存档于2019-02-21）.
15. ↑  .   [2019-01-11]. （原始内容存档于2019-02-21）.
16. ↑  .   [2019-01-11]. （原始内容存档于2019-02-21）.
17. ↑  .   [2019-01-11]. （原始内容存档于2019-02-21）.
18. ↑  .   [2019-01-11]. （原始内容存档于2019-02-21）.
19. ↑  .   [2019-01-11]. （原始内容存档于2019-02-21）.
20. ↑  .   [2019-01-11]. （原始内容存档于2019-02-21）.
21. ↑  .   [2019-01-11]. （原始内容存档于2019-01-23）.
22. ↑  .   [2019-01-11]. （原始内容存档于2019-01-23）.
23. ↑  .   [2019-01-11]. （原始内容存档于2019-02-21）.
24. ↑  .   [2019-01-11]. （原始内容存档于2019-02-21）.
25. ↑  .   [2019-01-11]. （原始内容存档于2019-02-21）.
26. ↑  .   [2019-01-11]. （原始内容存档于2019-02-21）.
27. ↑  .   [2019-01-11]. （原始内容存档于2019-02-21）.
28. ↑  .   [2019-01-11]. （原始内容存档于2019-02-20）.
29. ↑  .   [2019-01-11]. （原始内容存档于2019-02-20）.
30. ↑  .   [2019-01-11]. （原始内容存档于2019-02-20）.
31. ↑  .   [2019-01-11]. （原始内容存档于2019-02-20）.
32. ↑  .   [2019-01-11]. （原始内容存档于2019-02-20）.
33. ↑  .   [2019-01-11]. （原始内容存档于2019-02-20）.
34. ↑  .   [2019-01-11]. （原始内容存档于2019-02-19）.
35. ↑  .   [2019-01-11]. （原始内容存档于2019-02-19）.
36. ↑  .   [2019-01-11]. （原始内容存档于2019-02-19）.

東京都統計年鑑
1. ↑  昭和28年PDF - 13ページ
2. ↑  昭和29年PDF - 10ページ
3. ↑  昭和30年PDF - 10ページ
4. ↑  昭和31年PDF - 10ページ
5. ↑  昭和32年PDF - 10ページ
6. ↑  昭和33年PDF - 10ページ
7. ↑  .   [2019-01-11]. （原始内容存档于2016-03-05）.
8. ↑  .   [2019-01-11]. （原始内容存档于2016-03-05）.
9. ↑  .   [2019-01-11]. （原始内容存档于2015-06-29）.
10. ↑  .   [2019-01-11]. （原始内容存档于2015-06-29）.
11. ↑  .   [2019-01-11]. （原始内容存档于2015-06-29）.
12. ↑  .   [2019-01-11]. （原始内容存档于2015-06-29）.
13. ↑  .   [2019-01-11]. （原始内容存档于2016-03-05）.
14. ↑  .   [2019-01-11]. （原始内容存档于2016-03-05）.
15. ↑  .   [2019-01-11]. （原始内容存档于2016-03-05）.
16. ↑  .   [2019-01-11]. （原始内容存档于2016-03-05）.
17. ↑  .   [2019-01-11]. （原始内容存档于2016-03-05）.
18. ↑  .   [2019-01-11]. （原始内容存档于2016-03-05）.
19. ↑  .   [2019-01-11]. （原始内容存档于2015-06-29）.
20. ↑  .   [2019-01-11]. （原始内容存档于2015-06-29）.
21. ↑  .   [2019-01-11]. （原始内容存档于2015-06-29）.
22. ↑  .   [2019-01-11]. （原始内容存档于2016-03-05）.
23. ↑  .   [2019-01-11]. （原始内容存档于2016-06-02）.
24. ↑  .   [2019-01-11]. （原始内容存档于2015-06-29）.
25. ↑  .   [2019-01-11]. （原始内容存档于2016-03-05）.
26. ↑  .   [2019-01-11]. （原始内容存档于2015-06-29）.
27. ↑  .   [2019-01-11]. （原始内容存档于2016-03-05）.
28. ↑  .   [2019-01-11]. （原始内容存档于2016-03-05）.
29. ↑  .   [2019-01-11]. （原始内容存档于2016-03-05）.
30. ↑  .   [2019-01-11]. （原始内容存档于2015-06-29）.
31. ↑  .   [2019-01-11]. （原始内容存档于2015-06-29）.
32. ↑  .   [2019-01-11]. （原始内容存档于2015-06-29）.
33. ↑  .   [2019-01-11]. （原始内容存档于2016-03-05）.
34. ↑  .   [2019-01-11]. （原始内容存档于2016-03-05）.
35. ↑  .   [2019-01-11]. （原始内容存档于2015-06-29）.
36. ↑  .   [2019-01-11]. （原始内容存档于2016-03-05）.
37. ↑  .   [2019-01-11]. （原始内容存档于2016-03-05）.
38. ↑  .   [2019-01-11]. （原始内容存档于2016-03-05）.
39. ↑  .   [2019-01-11]. （原始内容存档于2016-03-05）.
40. ↑  .   [2017-05-05]. （原始内容存档于2013-08-15）.
41. ↑  .   [2017-05-05]. （原始内容存档于2013-02-03）.
42. ↑  .   [2017-05-05]. （原始内容存档于2013-02-03）.
43. ↑  .   [2017-05-05]. （原始内容存档于2013-02-03）.
44. ↑  .   [2017-05-05]. （原始内容存档于2013-02-03）.
45. ↑  .   [2017-05-05]. （原始内容存档于2016-03-04）.
46. ↑  平成10年PDF
47. ↑  平成11年PDF
48. ↑  .   [2017-05-05]. （原始内容存档于2016-03-04）.
49. ↑  .   [2017-05-05]. （原始内容存档于2016-03-04）.
50. ↑  .   [2017-05-05]. （原始内容存档于2017-07-29）.
51. ↑  .   [2017-05-05]. （原始内容存档于2017-07-29）.
52. ↑  .   [2017-05-05]. （原始内容存档于2017-07-29）.
53. ↑  .   [2017-05-05]. （原始内容存档于2017-07-29）.
54. ↑  .   [2017-05-05]. （原始内容存档于2017-07-29）.
55. ↑  .   [2017-05-05]. （原始内容存档于2017-07-29）.
56. ↑  .   [2017-05-05]. （原始内容存档于2017-07-29）.
57. ↑  .   [2017-05-05]. （原始内容存档于2016-03-26）.
58. ↑  .   [2017-05-05]. （原始内容存档于2016-03-27）.
59. ↑  .   [2017-05-05]. （原始内容存档于2016-03-25）.
60. ↑  .   [2017-05-05]. （原始内容存档于2016-03-27）.
61. ↑  .   [2017-05-05]. （原始内容存档于2016-03-22）.
62. ↑  .   [2017-05-05]. （原始内容存档于2017-07-30）.
63. ↑  .   [2017-05-05]. （原始内容存档于2018-11-09）.
64. ↑  .   [2019-01-11]. （原始内容存档于2019-05-02）.
65. ↑  .   [2020-07-28]. （原始内容存档于2019-12-03）.
66. ↑  .   [2020-07-28]. （原始内容存档于2020-08-04）.

## 外部連結
- 車站資訊（錦糸町）：東日本旅客鐵道
- 錦糸町/Z13 | 路線・車站資訊 | 東京地下鐵